# Liste der Kulturgüter in Schüpfen
Die Liste der Kulturgüter in Schüpfen enthält alle Objekte in der Gemeinde Schüpfen im Kanton Bern, die gemäss der Haager Konvention zum Schutz von Kulturgut bei bewaffneten Konflikten, dem Bundesgesetz vom 20. Juni 2014 über den Schutz der Kulturgüter bei bewaffneten Konflikten sowie der Verordnung vom 29. Oktober 2014 über den Schutz der Kulturgüter bei bewaffneten Konflikten unter Schutz stehen.
Objekte der Kategorie A sind im Gemeindegebiet nicht ausgewiesen, Objekte der Kategorie B sind vollständig in der Liste enthalten, Objekte der Kategorie C fehlen zurzeit (Stand: 11. April 2024). Unter übrige Baudenkmäler sind geschützte Objekte zu finden, die im Bauinventar des Kantons Bern als «schützenswert» verzeichnet sind.

## Kulturgüter
| Foto |                                                                         | Objekt                                       | Kat. | Typ | Standort                      | Beschreibung |
| ---- | ----------------------------------------------------------------------- | -------------------------------------------- | ---- | --- | ----------------------------- | --- |
| ja   | Datei hochladen · Wikidata zu Müngerstock mit Nebengebäuden (Q29674934) | Müngerstock mit Nebengebäuden KGS-Nr.: 01212 | B    | G   | Hofstattweg 2 595240 / 209530 | Das in den Jahren 1790 bis 1792 für Senator Bendicht Münger erbaute repräsentative Wohnhaus ist ein symmetrisch gegliederter, fünfachsiger Putzbau im klassizistischen Stil. Seine Ecklisenen und Fenster sowie die Tür- und Eingangspartie sind in Sandstein gefasst. Darüber spannt sich ein mächtiges, geknicktes Walmdach mit weit ausladender Vogeldiele. |

## Übrige Baudenkmäler
Hinweis: Anstelle der KGS-Nummer wird als Objekt-Identifikator (ID) die Grundstücksnummer verwendet.
| ID       | Foto |                                                                       | Objekt                                                                       | Typ | Standort                                      | Beschreibung                |
| -------- | ---- | --------------------------------------------------------------------- | ---------------------------------------------------------------------------- | --- | --------------------------------------------- | --------------------------- |
| 315      | BW   | Datei hochladen                                                       | Dorfbrunnen (1890)                                                           | K   | Ziegelried N.N. 593149 / 209919               |                             |
| 551      | BW   | Datei hochladen                                                       | Ehemalige Schmiede mit Speicher (1607)                                       | G   | Bütschwil 201b 595140 / 207904                |                             |
| 570      | ja   | Datei hochladen · Wikidata zu Bauernhaus (1863) (Q125420212)          | Bauernhaus (1863)                                                            | G   | Winterswil 233 593354 / 208192                |                             |
| 570      | BW   | Datei hochladen                                                       | Ehemaliger Heidenstock (1550)                                                | G   | Winterswil 233a 593322 / 208207               |                             |
| 619      | BW   | Datei hochladen                                                       | Bauernhaus (1865)                                                            | G   | Ziegelried 373 593133 / 209776                |                             |
| 1105     | BW   | Datei hochladen                                                       | Bauernhaus (1863)                                                            | G   | Ziegelried 340 593177 / 209956                |                             |
| 1169     | BW   | Datei hochladen                                                       | Speicher (1659)                                                              | G   | Ziegelried 342 593132 / 209978                |                             |
| 1442     | BW   | Datei hochladen                                                       | Wohnstock (um 1800)                                                          | G   | Winterswil 235 593382 / 208261                |                             |
| 1542     | BW   | Datei hochladen                                                       | Bauernhaus (1907)                                                            | G   | Allenwil 309 591945 / 209807                  |                             |
| 1623     | BW   | Datei hochladen                                                       | Ehemaliger Gasthof Bären (1675)                                              | G   | Schüpberg 130 596608 / 208048                 |                             |
| 2148     | BW   | Datei hochladen                                                       | Wohnstock (1850)                                                             | G   | Schwanden 71 597732 / 209721                  |                             |
| 2362     | BW   | Datei hochladen                                                       | Speicher (1728)                                                              | G   | Bütschwil 203a 595099 / 207874                |                             |
| 2462     | BW   | Datei hochladen                                                       | Speicher (1752)                                                              | G   | Bütschwil 207 595073 / 207867                 |                             |
| 2540     | BW   | Datei hochladen                                                       | Ehemaliges Kleinbauernhaus (1659)                                            | G   | Saurenhorn 276 592610 / 208993                |                             |
| 2644     | BW   | Datei hochladen                                                       | Wohnhaus (1979)                                                              | G   | Ziegelried 366 592902 / 209704                | Wohnhaus von Elemér Zalotay |
| 2669     | BW   | Datei hochladen                                                       | Ehemaliger Gasthof Hirschen (1841)                                           | G   | Schwanden 65 597282 / 209832                  |                             |
| 2762     | BW   | Datei hochladen                                                       | Pfarrhaus (1753)                                                             | G   | Dorfstrasse 22 595268 / 209668                |                             |
| 2815     | BW   | Datei hochladen                                                       | Bauernhaus (1870)                                                            | G   | Dorfstrasse 3 595392 / 209892                 |                             |
| 2822     | BW   | Datei hochladen                                                       | Bauernhaus (um 1800)                                                         | G   | Bundesrat-R.-Minger-Strasse 7 595387 / 209515 |                             |
| 2823     | BW   | Datei hochladen                                                       | Wohnstock (1828)                                                             | G   | Bundesrat-R.-Minger-Strasse 4 595364 / 209557 |                             |
| 2830     | BW   | Datei hochladen                                                       | Wirtschaft zur Brücke (um 1850)                                              | G   | Bundkofen 508 594396 / 210533                 |                             |
| 2843     | BW   | Datei hochladen                                                       | Wohnhaus (Ende 19. Jh.)                                                      | G   | Oberdorfstrasse 3 595314 / 209330             |                             |
| 2874     | BW   | Datei hochladen                                                       | Gasthof Rössli (um 1840)                                                     | G   | Schwanden 64, 64a 597233 / 209845             |                             |
| 2881     | BW   | Datei hochladen                                                       | Gasthof mit Ökonomieteil (1868)                                              | G   | Lyssstrasse 2 595749 / 210220                 |                             |
| 2889     | BW   | Datei hochladen                                                       | Ehemaliges Bauernhaus (1826)                                                 | G   | Dorfstrasse 28 595217 / 209566                |                             |
| 2890     | BW   | Datei hochladen                                                       | Wohnhaus (1870)                                                              | G   | Bernstrasse 8 595971 / 210132                 |                             |
| 2892     | BW   | Datei hochladen                                                       | Ehemaliges Bauernhaus mit Säge (1752)                                        | G   | Oberdorfstrasse 11 595274 / 209248            |                             |
| 2915     | BW   | Datei hochladen                                                       | Ehemaliges Zehntenhaus des Klosters und der Landvogtei Frienisberg (um 1600) | G   | Oberdorfstrasse 2 595319 / 209403             |                             |
| 2917     | BW   | Datei hochladen                                                       | Wohnstock (1797)                                                             | G   | Dorfstrasse 24 595254 / 209625                |                             |
| 2938     | BW   | Datei hochladen                                                       | Bauernhaus (um 1850)                                                         | G   | Leimerenstrasse 1 595362 / 209433             | Bauernhof von Rudolf Minger |
| 2939     | BW   | Datei hochladen                                                       | Ehemaliges Doppelbauernhaus (1737)                                           | G   | Oberdorfstrasse 36 595268 / 209299            |                             |
| 2947     | BW   | Datei hochladen                                                       | Bauernhaus (um 1850)                                                         | G   | Bundkofen 509 594408 / 210565                 |                             |
| 3035     | BW   | Datei hochladen · Wikidata zu Reformierte Kirche Schüpfen (Q55382980) | Reformierte Kirche (1741)                                                    | G   | Dorfstrasse 15 595298 / 209699                |                             |
| 3060     | BW   | Datei hochladen                                                       | Bauernhaus (um 1830)                                                         | G   | Leimerenstrasse 2 595374 / 209367             |                             |
| 3063     | BW   | Datei hochladen                                                       | Ehemaliges Mühlestöckli (1771)                                               | G   | Oberdorfstrasse 13 595258 / 209212            |                             |
| 3094     | BW   | Datei hochladen                                                       | Oberdorfbrunnen (1. Hälfte 19. Jh.)                                          | G   | Oberdorfstrasse N.N. 595250 / 209203          |                             |
| 3095     | BW   | Datei hochladen                                                       | Wohnstock (1857)                                                             | G   | Schwanden 55 597283 / 209546                  |                             |
| 3097     | BW   | Datei hochladen                                                       | Stöckli zu Schiffmannhaus (1789)                                             | G   | Schwanden 38 597201 / 209401                  |                             |
| 3097     | BW   | Datei hochladen                                                       | Ehemaliges Bauernhaus (1686)                                                 | G   | Schwanden 39 597224 / 209353                  |                             |
| 3098     | BW   | Datei hochladen                                                       | Wohnstock (1904)                                                             | G   | Schwanden 36 597147 / 209424                  |                             |
| 3131     | BW   | Datei hochladen                                                       | Ehemaliger Kornspeicher (um 1800)                                            | G   | Schwanden 49a 597321 / 209499                 |                             |
| 3132     | BW   | Datei hochladen                                                       | Stöckli (1821)                                                               | G   | Schwanden 44 597245 / 209463                  |                             |
| 3144     | BW   | Datei hochladen                                                       | Villa (1904)                                                                 | G   | Sägestrasse 11 595713 / 209535                |                             |
| 3214     | BW   | Datei hochladen                                                       | Ehemaliges Ofenhaus (1812)                                                   | G   | Schwanden 42 597166 / 209454                  |                             |
| 3226     | BW   | Datei hochladen                                                       | Mühle (1862)                                                                 | G   | Bundkofen 476 594187 / 210424                 |                             |
| 3301     | BW   | Datei hochladen                                                       | Stöckli und Speicher (1637/1762)                                             | G   | Dorfstrasse 25 595298 / 209517                |                             |
| 3385     | BW   | Datei hochladen                                                       | Dorfbrunnen (1871)                                                           | K   | Dorfstrasse N.N.3 595276 / 209488             |                             |
| 3623     | BW   | Datei hochladen                                                       | Villa (1903)                                                                 | G   | Sägestrasse 13 595741 / 209533                |                             |
| 3773 ff. | BW   | Datei hochladen                                                       | Ehemalige Mühle (um 1775)                                                    | G   | Oberdorfstrasse 40, 42 595233 / 209201        |                             |
| 3814     | BW   | Datei hochladen                                                       | Bahnhofsgebäude (1864)                                                       | G   | Bernstrasse 10 596001 / 210099                |                             |
| 3820     | BW   | Datei hochladen                                                       | Ehemaliger Kornspeicher (um 1800)                                            | G   | Hofstattweg 8 595200 / 209528                 |                             |
| 4010     | BW   | Datei hochladen                                                       | Wohnstock (1836)                                                             | G   | Dorfstrasse 27 595333 / 209448                |                             |
| 4106     | BW   | Datei hochladen                                                       | Bauernhaus (1740)                                                            | G   | Winterswil 237 593365 / 208292                |                             |